# 怒江蝮
怒江蝮（学名：Gloydius lipipengi），一种于中国西藏自治区林芝市察隅县察瓦龙乡梦扎村附近发现的爬行动物，隶属于蝰蛇科亞洲蝮屬。种加词源自第一作者史静耸的硕士导师沈阳师范大学两栖爬行动物研究所李丕鹏教授的名字，李丕鹏长期致力于青藏高原两栖爬行动物多样性的研究工作。

## 鉴别特征
怒江蝮第三枚上唇鳞不入眶；枕部有一对明显的黑色条纹；脸颊部位有黑色边缘的灰色条纹从眼后（不被眶后鳞所分开）延伸至颈部腹面；身体中段有不规则的黑色环形交叉带；腹部侧面有两排黑色斑点；背鳞在颈部23行，中段21行，肛前15行；腹鳞165枚；尾下鳞46对。

## 保护
本种于2023年被收录入《有重要生态、科学、社会价值的陆生野生动物名录》。